# Otto Friedrich (kunstschilder)

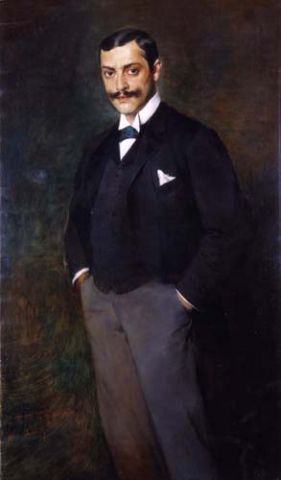
Otto Friedrich, portret door Philip Alexius de László, 1890

Otto Friedrich (Györ, 2 juli 1862 - Wenen, 11 april 1937) was een Hongaars-Oostenrijks kunstschilder. Hij wordt vooral gerekend tot de stroming van de jugendstil.

## Leven en werk
Friedrich studeerde aan de Academies voor Beeldende Kunst te Wenen en vervolgens te München. Van 1891 tot 1894 ondernam hij diverse studiereizen door Europa, alvorens zich definitief te vestigen in Wenen. Daar was hij in 1897 betrokken bij de oprichting van de Wiener Secession, de bakermat van de jugendstil, en was medewerker van hun tijdschrift 'Ver Sacrum'. 

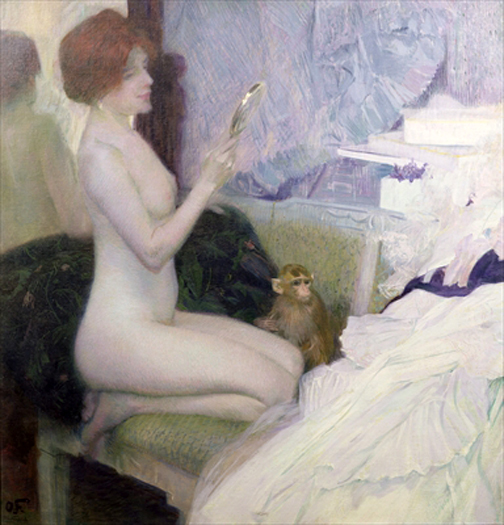
IJdelheid, 1904

Friedrich nam tussen 1898 en 1915 deel aan diverse modernistische exposities van de Wiener Secession. In de stad van Sigmund Freud daagden de Weense kunstenaars, onder de bezielende leiding van Gustav Klimt, de intelligentsia uit om te reflecteren op het eigen innerlijk.
Friedrich schilderde landschappen en genrewerken, maar maakte vooral naam met zijn portretten. Een van zijn bekendste werken, exemplarisch voor zijn portretteerstijl, is IJdelheid uit 1904. Op het schilderij is een knielende jonge vrouw te zien die zichzelf bewondert in een handspiegel, terwijl zich achter haar een tweede spiegel bevindt. Ze controleert haar lippenstift en kapsel en bereidt zich klaarblijkelijk voor om uit te gaan. Met opvallende ernst kijkt een tam aapje naar haar jurk, alsof het zich de vergankelijkheid van de jeugd verbeeldt, of waarschuwt voor het verlies van de onschuld. Friedrich gebruikt veel suggestieve lijnen en een onnatuurlijk helder kleurenpalet. Hij schilderde zijn modellen zonder vervorming, anders dan zijn vrienden Oskar Kokoschka en Egon Schiele meestal deden.
Friedrich was lange tijd docent aan de eerste Weense vrouwenacademie. Hij overleed in 1937, in de leeftijd van 74 jaar.